# Jan Stráněl
Jan Stráněl (* 4. září 1974, Olomouc) je bývalý český fotbalový útočník a záložník.
Je zaměstnán ve Vězeňské službě České republiky jako dozorce Oddělení výkonu vazby a trestu Vazební věznice Olomouc. Tuto instituci úspěšně reprezentoval i v kopané (spolu s ním i Marek Janků).
Dne 5. prosince 2009 poskytl pprap. Jan Stráněl v olomoucké věznici kvalifikovanou první pomoc vězni, který upadl do bezvědomí vinou zástavy krevního oběhu. Zahájil u něho laickou kardiopulmonální resuscitaci. Podle vyjádření profesionálních záchranářů, kteří na místo později dorazili, ji provedl naprosto perfektním způsobem. Díky tomu se lékařům podařilo pacienta úspěšně resuscitovat a jeho zdravotní stav byl natolik uspokojivý, že mohl být už třetí den po záchvatu přeložen za plného vědomí do vězeňského zdravotnického zařízení. Podle vyjádření lékařů přispěl Jan Stráněl osobně tomu, že byl život postiženého nejen zachráněn, ale navíc nedošlo k žádným trvalým následkům. Generální ředitel Vězeňské služby genmjr. PhDr. Luděk Kula za to Jana Stráněla vyznamenal Medailí vězeňské služby za statečnost.

## Fotbalová kariéra
V nejvyšší československé soutěži odehrál v neděli 29. listopadu 1992 za Vítkovice jedno celé utkání v Bratislavě proti Slovanu (prohra 0:3). V sezoně 2001/02 zasáhl v dresu mistrovské Žiliny do třech utkání slovenské nejvyšší soutěže, branku v nich nevstřelil.
Druhou nejvyšší soutěž ČR hrál za SKPP Znojmo, LeRK Brno, LeRK Prostějov, NH Ostrava a 1. HFK Olomouc. Od roku 2003 hrál nižší soutěže za FK Nové Sady, Sokol Konice, poté byl v Rakousku, na podzim 2006 hrál za SK Sulko Zábřeh v Divizi D. Hrál také za TJ Slavoj Velké Pavlovice (do podzimu 2009).
Amatérsky se věnuje také běhu.

## Ligová bilance
| Ročník                                   | Zápasy | Góly | Minuty | Klub          |
| ---------------------------------------- | ------ | ---- | ------ | ------------- |
| 1. československá fotbalová liga 1992/93 | 1      | 0    | 90     | SSK Vítkovice |
| Mars superliga 2001/02                   | 3      | 0    | –      | MŠK Žilina    |
| CELKEM 1. LIGA                           | 4      | 0    | –      |               |